# Molluginaceae
Molluginaceae је фамилија дикотиледоних биљака из реда Caryophyllales. Обухвата 9–15 родова са око 100 врста. 
Фамилија је распрострањења у тропским областима подсахарске Африке и Јужне Америке.

## Систематика
Границе фамилије Molluginaceae су различито схваћене у класификационим схемама. Родови ове фамилије раније су сматрани члановима фамилије Aizoaceae. Родови Limeum и Macarthuria, традиционално обухваћени фамилијом Molluginaceae, у савременим класификацијама су издвојени у засебну фамилију Limeaceae. Други родови су увршћени у Lophiocarpaceae (род Corbichonia) или Caryophyllaceae (родови Corrigiola и Telephium).